# Nalkutan FC
Nalkutan FC ist ein vanuatuischer Fußballverein von der Insel Tanna. Neben der Teilnahme an der regionalen Tafea Football League (Provinz Tafea), spielt der Verein in der höchsten nationalen Liga.

## Geschichte
Im Jahr 2011 gewann Nalkutan, nach einem 1:0 über Sia-Raga FC, zum ersten Mal mit dem VFF Cup den vanuatuischen Pokal. Es war seit 1980 der erste nationale Titel für eine Mannschaft, die nicht aus der Hauptstadt Port Vila kam.
Im Jahr 2016 wurde der Verein durch den ersten Platz in der VFF National Super League erstmals vanuatuischer Meister und qualifizierte sich damit für die OFC Champions League 2018. Hier konnte der Klub bis ins Viertelfinale vordringen, wo man Marist FC mit 1:2 unterlag.

## Erfolge
VFF National Super League
Sieger: 2016

## Aktueller Kader
Stand zur OFC Champions League 2018
| Nr. |           | Position | Name               |
| --- | --------- | -------- | ------------------ |
| 1   | Vanuatu   | TW       | John David Yokai   |
| 2   | Vanuatu   | AB       | Noah Roger         |
| 3   | Salomonen | AB       | Nelson Sale Kilifa |
| 4   | Vanuatu   | AB       | Kevin Shem         |
| 5   | Vanuatu   | AB       | Robert Thomas      |
| 6   | Vanuatu   | MF       | Raoul Coulon       |
| 7   | Vanuatu   | MF       | Bob Isaac          |
| 8   | Vanuatu   | MF       | Jean Taussi        |
| 9   | Salomonen | ST       | James Naka         |
| 10  | Vanuatu   | MF       | Bong Kalo          |
| 11  | Vanuatu   | ST       | Azariah Soromon    |
| 12  | Vanuatu   | MF       | Eddison Stephens   |

| Nr. |           | Position | Name             |
| --- | --------- | -------- | ---------------- |
| 13  | Vanuatu   | MF       | Pierre Alick     |
| 14  | Vanuatu   | AB       | Kerry Iawak      |
| 15  | Vanuatu   | AB       | Ignace Iamak     |
| 16  | Vanuatu   | MF       | Daniel Natou     |
| 17  | Salomonen | ST       | Joses Nawo       |
| 18  | Vanuatu   | AB       | Jeffrey Tes      |
| 19  | Vanuatu   | ST       | Kawia Lava       |
| 20  | Vanuatu   | TW       | Kaloran Firiam   |
| 25  | Vanuatu   | MF       | Roddy Lenga      |
| 27  | Vanuatu   | MF       | Richard Manuriki |
| 30  | Vanuatu   | TW       | Anthony Taiwia   |